# 마키노 다다키요 (1760년)
마키노 다다키요(牧野忠精)는 에치고 나가오카번 제9대 번주를 지냈다. 선대 번주 마키노 다다히로의 장남이다.
| 전임 마키노 다다히로 | 제9대 에치고 나가오카번 번주 (미카와 마키노가) 1766년 ~ 1831년 | 후임 마키노 다다마사 |

| 전임 홋타 마사나리 | 제45대 오사카 조다이 1792년 ~ 1798년 | 후임 마쓰다이라 데루야스 |

| 전임 홋타 마사나리 | 제31대 교토 쇼시다이 1798년 ~ 1801년 | 후임 도이 도시아쓰 |